# Código de puntos (gimnasia artística femenina)

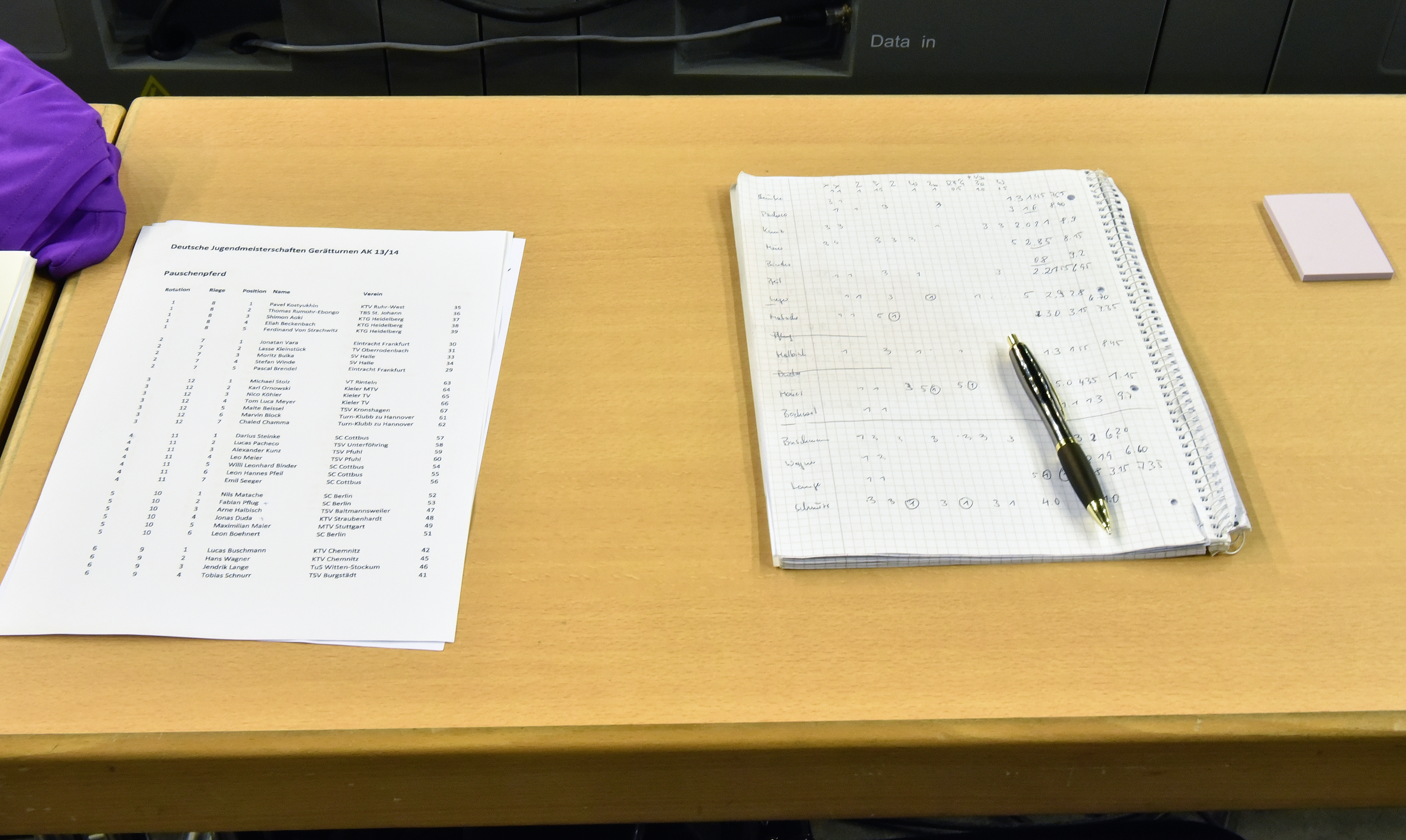
La imagen muestra un escritorio con documentos y un bolígrafo, que están relacionados con actividades de evaluación o análisis.

El código de puntos es un texto en el que se recogen todos los elementos y todas las puntuaciones de los elementos en la gimnasia artística femenina élite. Cada organización tiene su propio código, pero el más utilizado es el código de la FIG (federación internacional de gimnasia), que es el usado en los Campeonatos Mundiales y los Juegos Olímpicos.

## Sistema de puntuación
En la gimnasia artística femenina élite, la puntuación de la rutina de cada gimnasta se obtiene de la suma de dos puntuaciones diferentes:

### Dificultad
La dificultad (DV, difficulty value) es la parte en la que se tiene en cuenta la dificultad de los elementos ejecutados por la gimnasta. Hay diferentes puntuaciones en esta parte:

#### Dificultad de los elementos
Para obtener esta puntuación, se suman los valores de dificultad de los ocho elementos más difíciles en la rutina de la gimnasta. Cada elemento tiene una calificación (desde A, los elementos más fáciles, que tienen un valor de 0,1 hasta lo más difícil, con un valor de 0,9) y se suman los valores de los ocho elementos más difíciles. Por ejemplo, si una gimnasta ejecuta, en su rutina, un Biles (doble salto atrás tumbado con medio giro), un Silivas (doble salto mortal con doble giro) y un Chusovitina (doble salto atrás tumbado con un giro), la calificación del conjunto va a ser: G, H, H = 0,7 + 0,8 + 0,8 = 2,3. Ese es el valor de dificultad conjunto de los tres elementos.

#### Necesidades de la rutina
En el código de puntos, hay algunas necesidades que las gimnastas pueden incluir en su rutina para tener un bonus. Hay cuatro de estas necesidades, y cada una tiene un valor de 0,5 puntos. Por ejemplo, una necesidad en viga es: "giro completo en un pie". Por lo tanto, si una gimnasta ejecuta, al menos, un giro completo en un pie, consigue un bonus de 0,5 puntos.

#### Valor de conexión
Hay un bonus al conectar determinados elementos. Por ejemplo, un Biles + Sissone (salto apertura de piernas y aterrizaje en un pie) tiene el valor de un elemento H, porque G + A = 0,7 + 0,1 = 0,8. En este caso, habría un valor de conexión de 0,1.

### Ejecución
La ejecución es la nota de cómo ha ejecutado la gimnasta su rutina. La mayor nota posible es un 10,000 y hay diferentes deducciones, desde aterrizar con las piernas separadas (0,1 de penalización) hasta caer de un elemento (1 punto) o no utilizar la colchoneta en forma de U en salto de potro/recibir asistencia de un entrenador (directamente invalida la rutina).

### Nota final
La nota final es la suma de dificultad + ejecución.

## Ejemplo
Una gimnasta ejecuta su rutina en suelo. Sus ocho elementos más difíciles son: 
H + H + F + F + E + E + E + D = 0,8 x 2 + 0,6 x 2 + 0,5 x 3 + 0,4 = 
La gimnasta completa tres de las cuatro necesidades de la rutina, por lo tanto: 4,7 + 0,5 x 3 = 6,2 puntos.
La gimnasta no conecta ningún elemento, por lo que su nota de dificultad es de 6,2 puntos.
La gimnasta cae ejecutando un elemento en su rutina. Por lo tanto, 10 - 1 = 9. Aterriza de un elemento realizando un "deep squat", por lo que: 9 - 0,5 = 8,5. Por lo demás, ejecuta su rutina perfectamente, sin ningún error. Por lo tanto, su nota de ejecución es de 8,5.
Su nota final es: 6,2 + 8,5 = 14,7 puntos.

## Nota general de la rutina
La rutina se considera "casi perfecta" cuando roza o casi roza los 16 puntos. Actualmente, poquísimas gimnastas se han acercado a ese límite, por lo que se considera una rutina perfecta.